# Deutsch-Französischer Übersetzerpreis
Der Deutsch-Französische Übersetzerpreis war ein Literaturpreis für deutsche und französische Übersetzer und für Personen im deutsch-französischen Kulturbereich, die eine besondere Dienstleistung für deutsche und französische Literatur erbracht haben. Der Preis, gestiftet von der Baden-Badener Bäder- und Kurverwaltung, wurde zweijährlich zwischen 1976 und 1982 mit einer Dotation von 2.000 DM verliehen. Die Deutsch-Französische Gesellschaft des Ortes existierte 1976 seit 20 Jahren, das war der Anlass für diese Stiftung.

## Preisträger
- 1976: Carlo Schmid für seine Übersetzung von Eichen, die man fällt (Antimémoires Teil II., La Corde et les souris und Oraisons funèbres) von André Malraux[1]
- 1978: Marthe Robert für ihre französischen Werke über Franz Kafka, Sigmund Freud und Georg Christoph Lichtenberg
- 1980: Gerhard Heller für seine zahlreichen deutschen Übersetzungen französischer Literatur
- 1982: Hans Hemmerling, ein Fernsehmoderator aus Saarbrücken, für seine Untersuchungen über französische Literatur im deutschen Fernsehen